# Stahlberg und Hölleberg bei Deisel
Stahlberg und Hölleberg bei Deisel este o arie protejată (arie specială de conservare — SAC, sit de importanță comunitară — SCI) din Germania întinsă pe o suprafață de 142,71 ha, integral pe uscat.

## Localizare
Centrul sitului Stahlberg und Hölleberg bei Deisel este situat la coordonatele 51°36′28″N 9°23′37″E / 51.6078°N 9.3936°E.

## Înființare
Situl Stahlberg und Hölleberg bei Deisel a fost declarat sit de importanță comunitară în aprilie 1999 pentru a proteja 7 specii de animale. Situl a fost protejat și ca arie specială de conservare în martie 2008.

## Biodiversitate
Situată în ecoregiunea continentală, aria protejată conține 2 habitate naturale: Pajiști uscate seminaturale și facies de acoperire cu tufișuri pe substraturi calcaroase (Festuco-Brometalia) (* situri importante pentru orhidee), Păduri de fag din Europa Centrală dezvoltate pe sol calcaros cu Cephalanthero-Fagion.
La baza desemnării sitului se află mai multe specii protejate de  păsări (7): Falco peregrinus peregrinus, capîntortură (Jynx torquilla), sfrâncioc roșiatic (Lanius collurio), gaia roșie (Milvus milvus), pietrar sur (Oenanthe oenanthe), ciocănitoare verzuie (Picus canus), sturz (Turdus pilaris).
Pe lângă speciile protejate, pe teritoriul sitului au mai fost identificate 17 specii de plante, 15 specii de nevertebrate, 1 specie de reptile.